# Rymdimperiet
Rymdimperiet (engelska: Galactic Empire) är en fiktiv statsbildning i Star Wars universum. Imperiets uppkomst skildras i Mörkrets hämnd (2005), och existerade därefter i 23 år.

## Historia
År 32 BBY valdes Naboos senator Palpatine till kansler av den Galaktiska republiken. Tretton år senare avslöjades han som sithlorden Darth Sidious, varpå han grundade Rymdimperiet, utropade sig själv till dess kejsare och gjorde Anakin Skywalker till Darth Vader. Rymdimperiet stred mot Rebellalliansen; ett krig som slutade med rebellerna som segrare. Därefter utropades Nya Republiken med Mon Mothma som kansler.

## Framträdanden
- Stjärnornas krig (1977)
- Rymdimperiet slår tillbaka (1980)
- Jedins återkomst (1983)
- Star Wars: Episod III – Mörkrets hämnd (2005)
- Rogue One: A Star Wars Story (2016)
- Solo: A Star Wars Story (2018)
- Star Wars Rebels (2014–2018)
- The Mandalorian (2019–)
- Star Wars: Uslingarna (2021)

## Kända personer

### Kejsar Palpatine
Kejsar Palpatine var rymdimperiets härskare. Han styrde riket från huvudstaden Coruscant, och dog på den andra dödsstjärnan när Anakin Skywalker kastade honom ner i ett schakt. Han var en av de starkaste sitherna som existerat.

### Darth Vader
Darth Vader var Palpatines lojala tjänare och högra hand. Han var känd för att döda officerare på grund av deras inkompetens; detta demonstreras bland annat i Rymdimperiet slår tillbaka. Hans flaggskepp The Executor spred skräck i galaxens alla hörn. 

### Grand Moff Wilhuff Tarkin
Grand Moff Tarkin var en skoningslös officer under rymdimperiets tid. Han var mer inflytelserik än Darth Vader, och bar ansvaret för att ha sprängt Alderaan med Dödsstjärnans superlaser. Han dog när den första Dödsstjärnan sprängdes.

### Amiral Firmus Piett
Firmus Piett var en kapten på skeppet The Executor. När Vader eliminerade amiral Kendal Ozzel blev Piett befordrad till amiral. Trots flera misstag var han amiral på Executor ända tills flaggskeppet förstördes i Striden om Endor.

### Majorgeneral Maximilian Veers
Maximilian Veers var en general i rymdimperiets armé. Han ledde anfallet på Hoth i sin AT-AT Blizzard One. Han blev svårt skadad när en snowspeeder körde in i förarhytten. Han överlevde, men fick robotfötter.

### Crix Madine
Crix Madine var general för Rymdimperiet som senare gick över till rebellernas sida.

### Kapten Needa
Kapten Needa (eng. Captain Needa) var kapten över stjärnjagaren Avenger. Han dödades av Darth Vader som straff för att ha låtit Årtusendefalken, med Han Solo och prinsessan Leia ombord, lyckats undkomma från blockaden vid Hoth.

## Fotnoter
1. ↑  Star Wars: Rouge Squadron (PC CD)